# Daday Gerő
Deési Daday Gerő (Gyulafehérvár, 1890. március 21. – Budapest, 1979. március 22.) festő.

## Életútja
Rajztanárképzőbe járt, majd 1912-ben a Nagybányai Szabad Festőiskola hallgatója volt. Később Münchenbe ment tanulmányútra. Rajztanár volt az 1920-as évek végéig Székelykeresztúron, ezután Budapestre költözött. Művei tájképek, portrék, majd egyre nagyobb elkötelezettséggel fordult történelmi és vallásos tárgyú kompozíciók felé (Oltárkép, Tusnádfürdő, római katolikus templom; Zrínyi Miklós; Báthory Istvánnak felajánlják a lengyel trónt; Buda fölszabadulása a török alól – mindhárom az Eötvös Loránd Tudományegyetemen).

## Egyéni kiállítások
- 1920 • Kolozsvár
- 1925, 1929 • Marosvásárhely
- 1938 • Budapest

## Válogatott csoportos kiállítások
- 2009 • JubilArts, Molnár István Múzeum, Székelykeresztúr
- 2011 • XX. századi erdélyi magyar festők a székelykeresztúri Molnár István Múzeum gyűjteményéből, Haáz Rezső Múzeum, Székelyudvarhely